# Luboszyce Małe
Luboszyce Małe est une localité polonaise de la gmina de Jemielno, située dans le powiat de Góra en voïvodie de Basse-Silésie.